# عضلة درقية طرجهالية
العَضَلَةُ الدَّرَقِيَّةُ الطِّرْجِهالِيَّة (بالإنجليزية: Thyroarytenoid muscle)‏  هي عضلة عريضة ورقيقة تُشكل جسم الأحبال الصوتية وتدعم جدار بطين الحنجرة وملحقه، وتعمل على استرخاء الأحبال الصوتية. 
الجزء العلوي من العضلة الدرقية الطرجهالية يُسمّى: العضلة الصوتية (بالإنجليزية: العضلة الصوتية)‏.

## أجزاء العضلة
تنشأ العضلة الدرقية الطرجهالية من الجهة الأمامية للنصف السفلي من زاوية الغضروف الدرقي، ومن الرباط الحلقي الدرقي. تمر ألياف العضلة متجهة إلى الخلف وجانبيا إلى الخارج، ثم تنغرز في قاعدة الغضروف الطرجهالي وسطحه الأمامي.

### العضلة الصوتية
يمكن توصيف الألياف السفلية والعميقة للعضلة على أنها ذات شكل شريط ثلاثي الأطراف ينغرز في الناتئ الصوتي للغضروف الطرجهالي، وفي الجزء المجاور من سطحه الأمامي. يُطلق على العضلة اسم: «صوتية» (بالإنجليزية: Vocalis)‏ ، وتقع موازية للأحبال الصوتية ، وتلتصق بها. [بحاجة لمصدر]
العضلة الصوتية هي الجزء العلوي من العضلة الدرقية الطرجهالية والذي يقوم بشكل أساسي بإنتاج الكلام المنطوق.

### العضلة الدرقية اللسان مزمارية
يمتد عدد كبير من ألياف العضلة الدرقية الطرجهالية إلى الطيات الطرجهالية اللسان مزمارية حيث ينتهي بعضها في حين يستمر البعض الآخر من ألياف العضلة إلى حافة لسان المزمار، ولها اسم مميز هو: العضلة الدرقية اللسان مزمارية (بالإنجليزية: Thyroepiglottic muscle)‏ أو (بالإنجليزية: thyroepiglotticus)‏ أو (بالإنجليزية: Thyroepiglottic muscle)‏، وتوصف أحيانًا بأنها عضلة منفصلة. [بحاجة لمصدر]

### العضلة البطينية
تمتد بعض الألياف على طول جدار بطين الحنجرة من ناحية الجدار الجانبي للغضروف الطرجهالي إلى جانب لسان المزمار وتشكل العضلة البطينية (التي هي أصلا بعض ألياف العضلة الدرقية الطرجهالية) (بالإنجليزية: ventricularis muscle)‏(باللاتينية: musculus ventricularis).

## الوظيفة
تتكون العضلة الدرقية الطرجهالية من جزأين لهما ارتباطات (attachments) متعددة واتجاهات مختلفة، وبذلك هي تُعتبر عضلة معقدة إلى حد ما فيما يتعلق بعملها.
وظيفتها الرئيسية هي سحب الغضروفين الطرجهاليين إلى الأمام نحو الغدة الدرقية، وبالتالي يحدث استرخاء وتقصير للأحبال الصوتية. ونظرًا لارتباط الجزء الأعمق من العضلة بالأحبال الصوتية، فإن هذا الجزء إذا عمل بشكل منفصل، ينبغي عليه أن يُعدِّل مرونته وتوتره، في حين يقوم الجزء الجانبي بتدوير الغضروف الطرجهالي إلى الداخل، وبالتالي يُضيِّق فتحة المزمار عن طريق جذب الأحبال الصوتية (الطيتين الصوتيتين) في اتجاه بعضهما البعض.

## صور إضافية

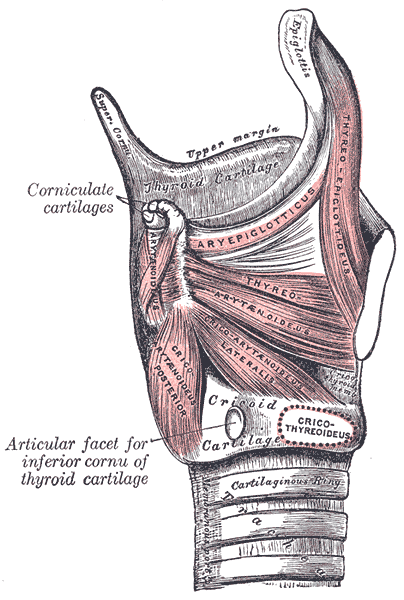
نظرة جانبية لعضلات الحنجرة بعد إزالة الصفيحة اليمنى للغضروف الدرقي.
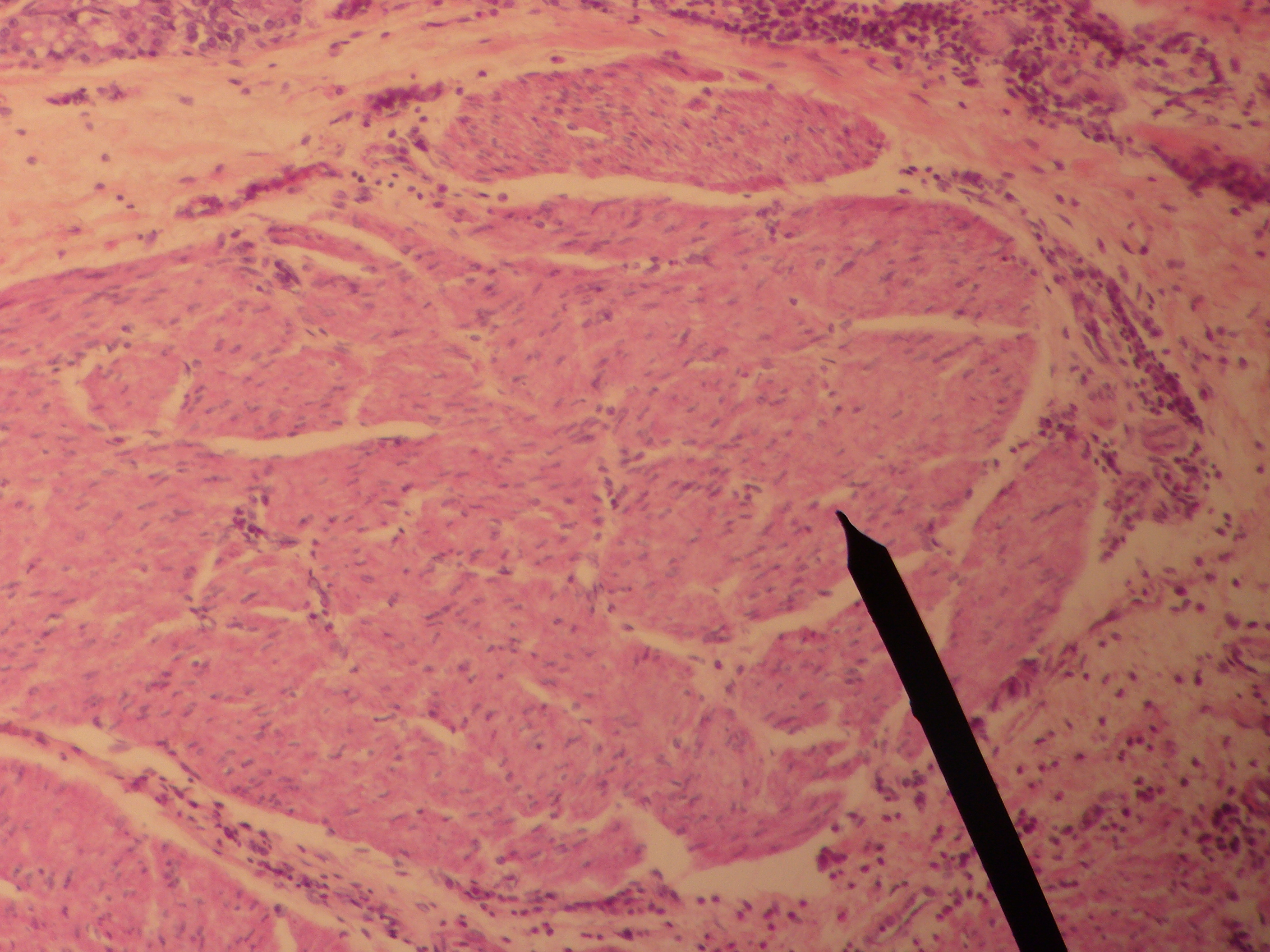
مقطع في العضلات الصوتية (بالإنجليزية: vocalis muscle)‏.

## روابط خارجية
- صور تشريحية:32:st-0605 في مركز داونستيت الطبي التابع لجامعة نيويورك
- أطلس تشريح جامعة ميشيغان rsa4p5